# 湯氏南美南極魚
湯氏南美南極魚為輻鰭魚綱鱸形目南極魚亞目南極魚科的其中一種，分布於南美洲智利海域，為底棲性魚類，屬肉食性，生活習性不明。